# Winifer Fernández
Winifer Fernández (ur. 6 stycznia 1995) – dominikańska siatkarka grająca jako libero. Od sezonu 2014/2015 występuje w azerskiej drużynie Rabita Baku.

## Sukcesy reprezentacyjne
Mistrzostwa Ameryki Północnej, Środkowej i Karaibów Juniorek:
- 2012

Puchar Panamerykański:
- 2016
- 2015

Mistrzostwa Ameryki Północnej, Środkowej i Karaibów:
- 2015

Puchar Panamerykański U-23:
- 2016

## Nagrody indywidualne
- 2012 - MVP, najlepsza broniąca, przyjmująca, libero Mistrzostw Ameryki Północnej, Środkowej i Karaibów Juniorek
- 2016 - Najlepsza broniąca Pucharu Panamerykańskiego U-23